# George Thomas Napier
George Thomas Napier (ur. 30 czerwca 1784, zm. 16 września 1855 w Genewie) – brytyjski wojskowy, syn pułkownika George'a Napiera i lady Sary Lennox, córki 2. księcia Richmond i Lennox, młodszy brat Charlesa Jamesa i starszy brata Williama Francisa Patricka.
Do armii wstąpił w 1800 r. Pod rozkazami generała Johna Moore'a i księcia Wellingtona brał udział w wojnie na Półwyspie Iberyjskim. Podczas oblężenia Badajoz stracił prawe ramię. W 1837 r. został generałem-majorem. W 1838 r. został odznaczony Krzyżem Komandorskim Orderu Łaźni. W 1846 r. został awansowany do stopnia generała-porucznika. W latach 1838–1843 był gubernatorem Kolonii Przylądkowej. Za jego rządów zniesiono niewolnictwo w kolonii. Wtedy również miało miejsce wypędzenie Burów z Natalu.
W 1849 r. zaoferowano mu stanowisko głównodowodzącego wojsk brytyjskich w Indiach, ale odmówił (to stanowisko przypadło ostatecznie jego starszemu bratu, Charlesowi). W 1854 r. został awansowany do stopnia generała. Zmarł rok później. Napisał autobiografię pt. Wczesne życie generała sir GT Napiera, która została wydana przez jego syna, generał W.C.E. Napiera w 1885 r.
28 października 1812 r. poślubił Margaret Craig, córkę Johna Craiga i Sary Stark, córki Marka Starka. George i Margaret mieli trzech synów i dwie córki:
- Cecilia Caroline Napier (zm. 5 czerwca 1896), żona pułkownika Henry'ego Williama Bunbury'ego, miała dzieci
- Sarah Napier (zm. 29 kwietnia 1850)
- generał-major George Thomas Connoly Napier (1816 - 5 maja 1873)
- kapitan John Moore Napier (1817 - 7 czerwca 1846), zmarł w Indiach na cholerę, ożenił się z Marią Alcock, miał dzieci
- generał William Craig Emilius Napier (18 marca 1818 - 23 września 1903), ożenił się z Emily Napier (nieślubną córką swojego stryja Charlesa), miał dzieci

W 1839 r. poślubił Frances Dorotheę Blencowe (zm. 11 lipca 1881), córkę R.W. Blencowe'a. Małżeństwo to nie doczekało się potomstwa.